# Belle (Virgínia Ocidental)
Belle é uma cidade  localizada no estado norte-americano de Virgínia Ocidental, no Condado de Kanawha.

## Demografia
Segundo o censo norte-americano de 2000, a sua população era de 1259 habitantes.
Em 2006, foi estimada uma população de 1177, um decréscimo de 82 (-6.5%).

## Geografia
De acordo com o United States Census Bureau tem uma área de
2,0 km², dos quais 1,8 km² cobertos por terra e 0,2 km² cobertos por água. Belle localiza-se a aproximadamente 193 m acima do nível do mar.

## Localidades na vizinhança
O diagrama seguinte representa as localidades num raio de 12 km ao redor de Belle.